# Copa dos Campeões Europeus da FIBA de 1964–65
A Temporada da Copa dos Campeões Europeus da FIBA de 1964-65 foi a 8ª edição do torneio e foi vencida pela segunda vez pelo Real Madrid.
O Real derrotou o CSKA Moscou tanto no jogo de ida em Moscou, quanto no jogo de volta em Madrid.

## Primeira Fase
| Equipe 1               | Total    | Equipe 2             | 1.º jogo | 2.º jogo |
| ---------------------- | -------- | -------------------- | -------- | -------- |
| ÍR Reiquejavique       | 134–64   | Celtic               | 71–17    | 63–47    |
| Central YMCA Londres   | 106–165  | ASVEL                | 66–74    | 40–91    |
| Alemannia Aachen       | 117–153  | Honvéd               | 51–70    | 66–83    |
| FAR Rabat              | 134–211  | Ignis Varèse         | 76–99    | 58–112   |
| Etzella Ettelbruck     | 104–179  | Antwerpse            | 52–80    | 52–99    |
| Maccabi Tel Aviv       | 127–131  | AEK                  | 74–67    | 53–64    |
| Alvik                  | 155–149  | The Wolves Amsterdam | 82–84    | 73–65    |
| Handelsministerium     | 135–135* | Chemie Halle         | 76–63    | 59–72    |
| Galatasaray            | 126–161  | Lokomotiv Sofia      | 53–70    | 73–91    |
| Helsingin Kisa-Toverit | 205–115  | Gladsaxe             | 127–53   | 78–62    |

*Após dois jogos e placar agregado empatado, foi disputado Jogo de Desempate vencido pelo Chemie Halle por 59–63.

## Oitavas de Finais

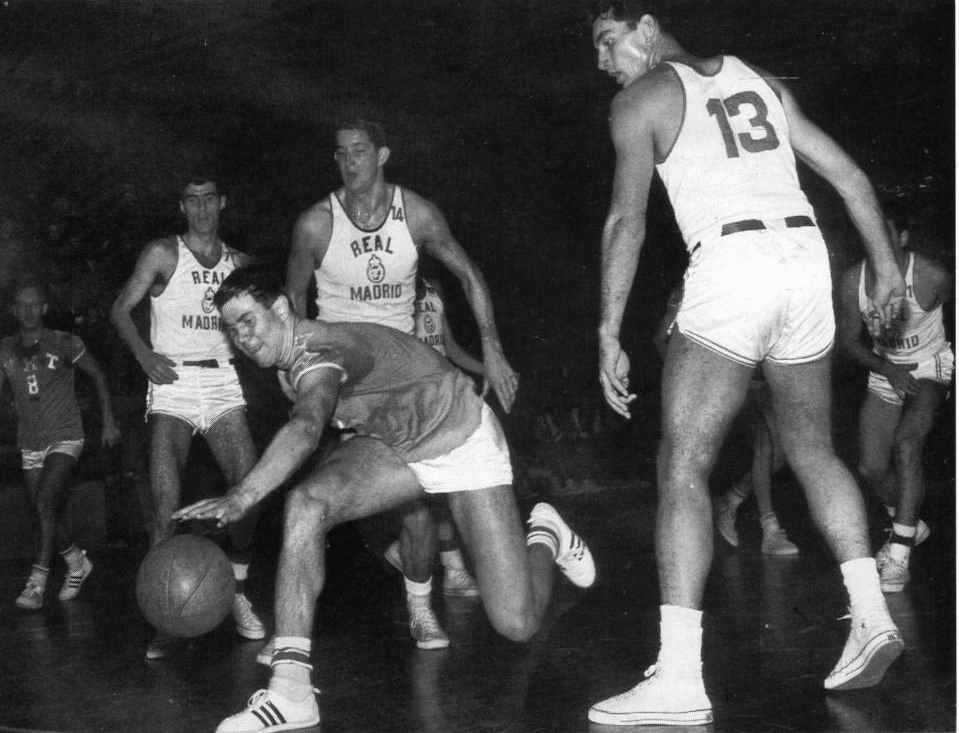
Kari Liimo do Helsingin Kisa-Toverit atuando contra o Real Madrid

| Equipe 1               | Total   | Equipe 2         | 1.º jogo | 2.º jogo |
| ---------------------- | ------- | ---------------- | -------- | -------- |
| Honvéd                 | 140–141 | Ignis Varèse     | 84–74    | 56–67    |
| ÍR Reiquejavique       | 61–158  | ASVEL            | 42–74    | 19–84    |
| Antwerpse              | 141–157 | AEK              | 71–72    | 70–85    |
| Alvik                  | 147–291 | OKK Belgrado     | 90–136   | 57–155   |
| Chemie Halle           | 142–155 | Spartak ZJŠ Brno | 76–82    | 66–73    |
| Lokomotiv Sofia        | 133–143 | Wisła Cracóvia   | 79–61    | 54–82    |
| Helsingin Kisa-Toverit | 151–206 | Real Madrid      | 100–109  | 51–97    |

Automatically qualified to the quarter finals
- CSKA Moscou

## Quartas de finais
| Equipe 1       | Total   | Equipe 2         | 1.º jogo | 2.º jogo |
| -------------- | ------- | ---------------- | -------- | -------- |
| ASVEL          | 130–167 | Real Madrid      | 65–83    | 65–84    |
| AEK            | 169–179 | OKK Belgrado     | 85–78    | 84–101   |
| Ignis Varèse   | 157–156 | Spartak ZJŠ Brno | 90–84    | 67–72    |
| Wisła Cracóvia | 122–162 | CSKA Moscou      | 62–68    | 60–94    |

## Semifinais
| Equipe 1     | Total   | Equipe 2     | 1.º jogo | 2.º jogo |
| ------------ | ------- | ------------ | -------- | -------- |
| Real Madrid  | 180–174 | OKK Belgrado | 84–61    | 96–113   |
| Ignis Varèse | 124–127 | CSKA Moscou  | 57–58    | 67–69    |

## Finais
| Equipe 1    | Total   | Equipe 2    | 1.º jogo | 2.º jogo |
| ----------- | ------- | ----------- | -------- | -------- |
| CSKA Moscou | 150–157 | Real Madrid | 88–81    | 62–76    |

Jogo de Ida Palácio dos Esportes Lenin, Moscou;Público 15.000 (8 de Abril de 1965)

Jogo de Volta Frontón Vista Alegre, Madrid;Público 3.000 (13 April 1965)
| Copa dos Campeões Europeus 1964-65 Campeões |
| ------------------------------------------- |
| Real Madrid 2º Título                       |

## Ligações Externas
- European Cup 1964–65
- 1964-65 FIBA European Champions Cup